# 가자 이슬람 대학교

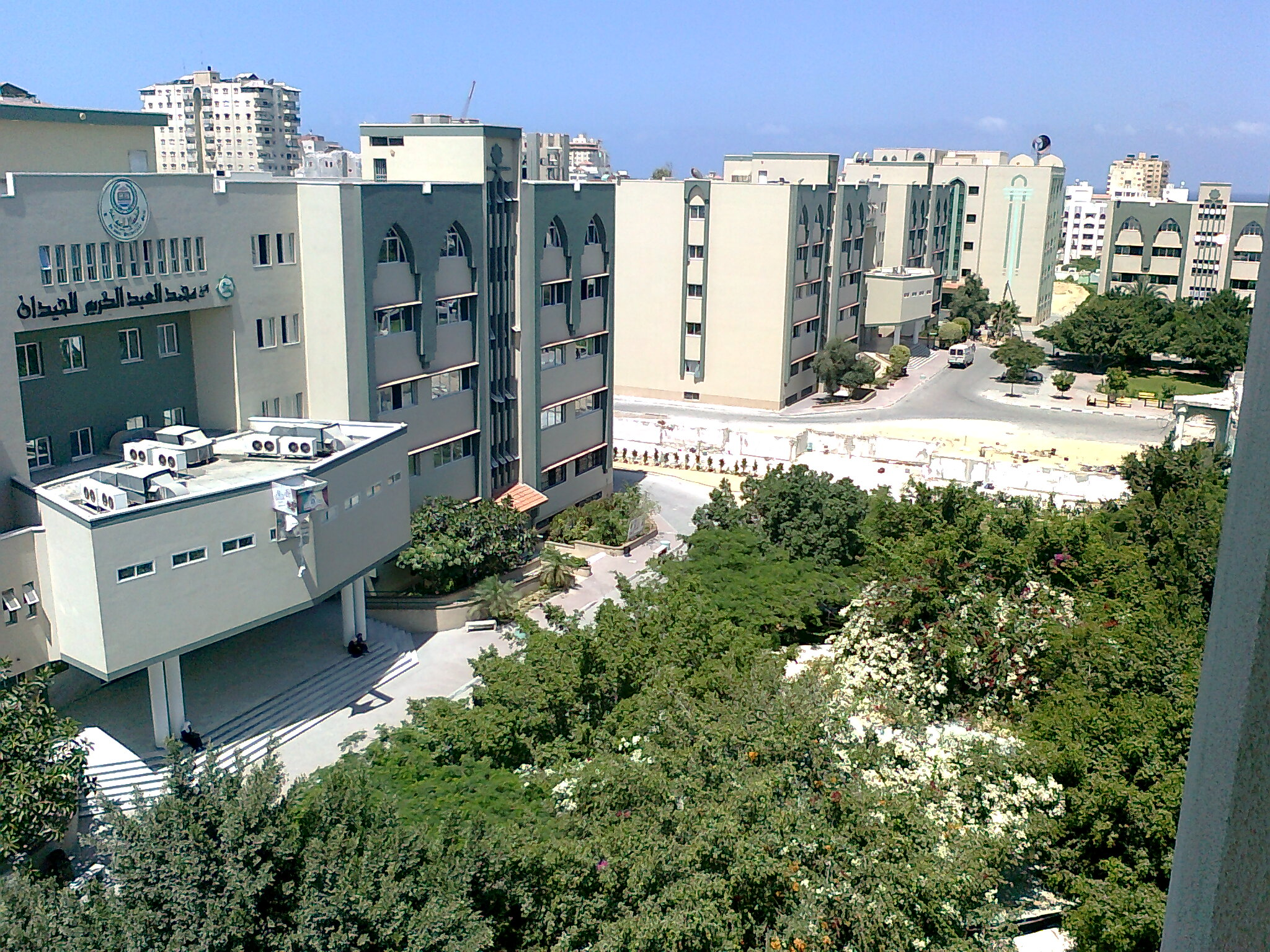

가자 이슬람 대학교(아랍어: الجامعة الإسلامية ببىة, IUG 및 IU Gaza)는 1978년 가자시티에 설립된 독립적인 팔레스타인 대학교이다. 가자 지구에 설립된 최초의 고등교육기관이다. 이 대학에는 BA, BSc, MA, MSc, MD, PhD, 졸업장 및 고급 졸업장을 수여할 수 있는 11개의 교수진과 20개의 연구 센터 및 연구소, 제휴 터키-팔레스타인 우정 병원이 있다.
가자 이슬람 대학교는 국제 대학 협회(IAU), 지중해 대학 연합(UNIMED), 아랍 대학 협회(AAU), 대학 연맹 등 12개 지역 및 국제 협회, 고등 교육 네트워크, 이슬람 세계(FUIW), 흑해 및 동부 지중해 학술 네트워크(BSEMAN) 및 혁신을 위한 글로벌 대학 네트워크-GUNi의 회원이다.
가자 이슬람 대학교의 상당 부분은 2008~2009년 가자 전쟁, 2014년 이스라엘-가자 분쟁, 2023년 이스라엘-하마스 전쟁 중 공습으로 피해를 입었다. 2023년 12월 2일, 대학 총장이자 저명한 과학자인 수피안 타예(Sufyan Tayeh) 교수가 이스라엘의 자발리아(Jabalia) 난민 캠프에 대한 공습으로 가족과 함께 사망했다.